# Umbrina coroides
O castanha (Umbrina coroides) é uma espécie de peixe teleósteo perciforme, da família dos cienídeos. Tais animais são comuns na região localizada entre o Golfo do México e o Sul do Brasil. Chegam a medir até 35 cm de comprimento, possuindo o corpo prateado, com nove faixas verticais negras.

## Outras denominações
Também podem ser chamados de betara, chora-chora, coró-branco, corvina-riscada, cururuca, cururuca-lavrada, embetara, ombrino, papa-terra, roncador, roncador-taboca, sargento, taboca, tambetara, tametara e tembetara.